# Бојан Франц Пирц
Бојан Франц Пирц (словен. Bojan Franc Pirc, Љубљана, 27. јул 1901 – Љубљана, 31. октобар 1991) је био словеначки и југословенски лекар, експерт Светске здравствене организације, службеник Министарства за социјалну политику Краљевине Југославије и председник Главног одбора Омладине Југословенске радикалне заједнице.
За председника Главног одбора Омладине Југословенске радикалне заједнице је изабран на оснивачком конгресу 24. октобра 1937. године у Београду.
Његов син је био словеначки онколог Бојан Франчишек Пирц.